# Reuben Ross
Reuben Daniel Ross (ur. 5 grudnia 1985 w Reginie) – kanadyjski skoczek do wody, dwukrotny olimpijczyk (Pekin, Londyn), medalista mistrzostw świata oraz igrzysk Wspólnoty Narodów.

## Przebieg kariery
W 2005 wystąpił w mistrzostwach świata, na których przed własną publicznością brał udział w dwóch konkurencjach – zarówno w konkurencji skoku z trampoliny 1 m indywidualnie, jak i skoku z trampoliny 3 m synchronicznie zajął 16. pozycję. W 2008 wystartował w igrzyskach olimpijskich w Pekinie, w ich ramach wystąpił w dwóch konkurencjach. W konkurencji skoku z trampoliny (3m) zajął 18. pozycję z rezultatem 395,85 pkt, natomiast w konkurencji skoku z wieży (10m) uzyskał wynik 390,75 pkt i zajął 17. pozycję.
W 2009 na mistrzostwach świata wywalczył brązowy medal w konkurencji skoku synchronicznego z trampoliny 3 m. Zdobył też dwa medale igrzysk Wspólnoty Narodów rozegranych w Nowym Delhi – złoty w skoku synchronicznym z trampoliny 3 m i srebrny w konkurencji skoku z trampoliny 3 m indywidualnie. Był uczestnikiem mistrzostw globu rozgrywanych w Szanghaju oraz igrzysk panamerykańskich rozgrywanych w Guadalajarze, ale nie zdobył na tych imprezach żadnego medalu.
Jego karierę zwieńczył występ na igrzyskach olimpijskich w Londynie. W ich ramach wystąpił wyłącznie w konkurencji skoku synchronicznego z trampoliny 3 m (razem z kolegą z kadry Alexandre Despatie) – zajął 6. pozycję z wynikiem 421,83 pkt.